# David Sharp (entomologiste)
Pour les articles homonymes, voir David Sharp.
David Sharp (15 août 1840 – 27 août 1922) est un médecin anglais et un entomologiste qui a travaillé surtout sur l'ordre des coléoptères.